# Словарь Канси

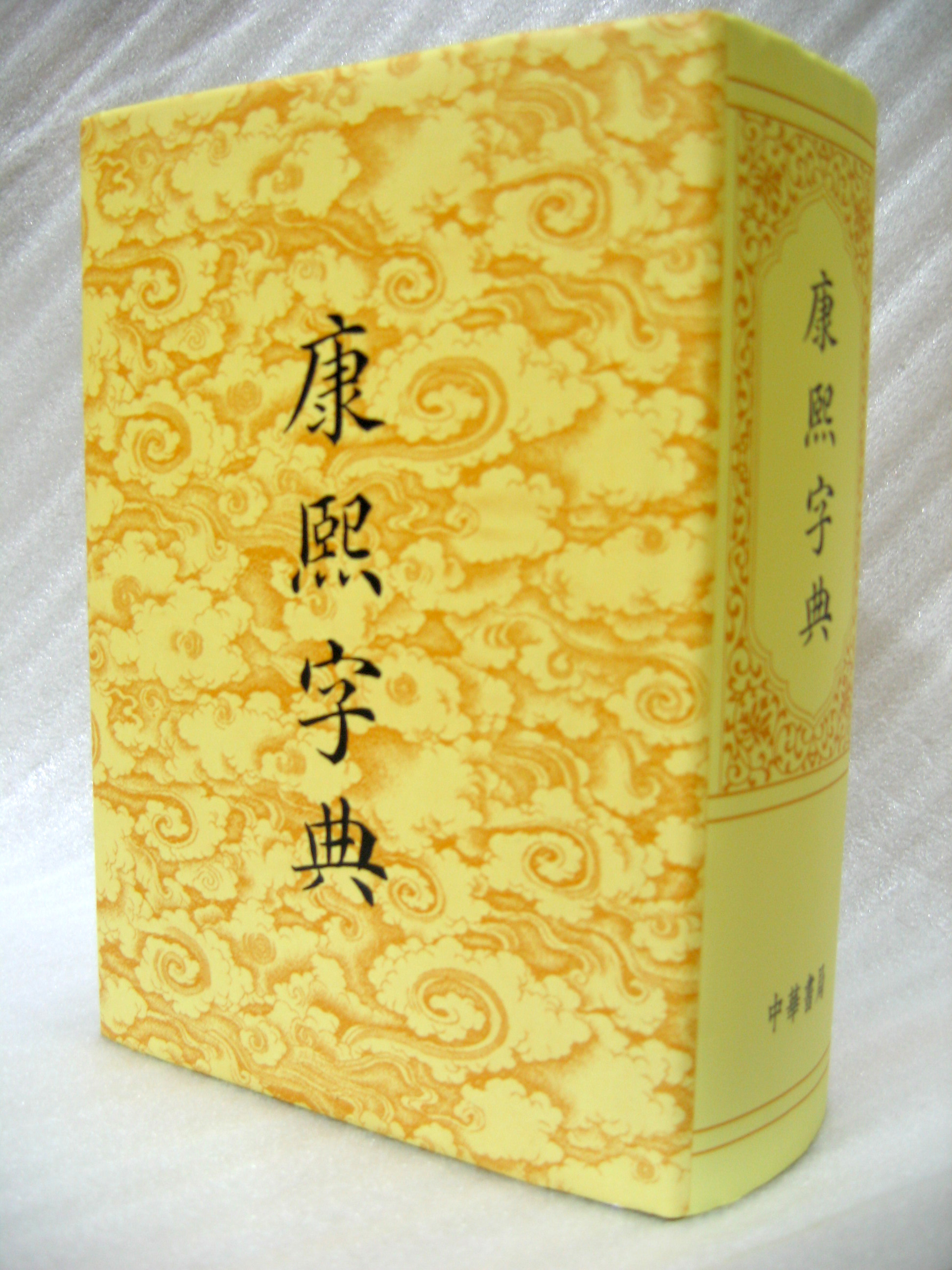
Современное издание словаря Канси

Словарь Канси (кит. 康熙字典, пиньинь Kāngxī zìdiǎn, палл. Канси цзыдянь) — словарь китайского языка, который считался стандартным руководством на протяжении XVIII и XIX веков. 
Составлен (в 1710—1716 годах) по приказу императора Канси из династии Цин. Изъясняет значение 47 035 уникальных иероглифов, а также 1995 их графических вариаций, итого в словаре содержится 49 030 знаков. Кроме того, в словаре есть статьи, объясняющие звучание, семантику, употребление иероглифов. Большинство иероглифических знаков словаря архаичны, однако система категоризации иероглифов словаря, состоящая из 214 ключей, используется до сих пор.

## Составление
Составители словаря Канси приняли за основу созданные за столетие до того два словаря — «Собрание иероглифов» (1615 год) династии Мин авторства Мэй Инцзю и «Правильное написание иероглифов» (1627 год) авторства Чжан Цзили. По приказу императора составления словаря было рассчитано на 5 лет, поэтому многочисленные ошибки были неизбежны. После издания труда император Даогуан основал коллегию, которая в «Исследовании текста словаря иероглифов» (1831 год) исправила 2588 ошибок, преимущественно в цитатах и высказываниях.
Дополненный словарь содержит 47 035 иероглифов и дополнительно 1995 графических вариантов, что составляет вместе 49 030 знаков. Они сгруппированы в 214 ключей и упорядочены по числу дополнительных чёрточек в иероглифе. Хотя эти 214 ключей были впервые использованы в «Исследовании текста словаря иероглифов», они известны как ключи Канси и остаются и сейчас методом категоризации традиционных китайских иероглифов.
В статье иероглифов даются их варианты написания, произношение, традиционное написание, вариации, значения и примеры употребления в виде цитат из китайской классики. Словарь также содержит таблицы рифм с иероглифами.
Словарь Канси доступен в различных формах: старые издания династии Цин в ксилографической печати, факсимильные издания в китайском стиле, современное исправленное издание в западном стиле, электронные интернет-версии и т. д.

## Структура
- Предисловие Императора Канси: с. 1—6 (御製序)
- Помощь, как пользоваться словарем: с. 7—12 (凡例)
- Указания о произношении иероглифов: с. 13—40 (等 韻)
- Сложная таблица содержания с ключами: с. 41—49 (總目)
- Упрощенный смысл: с. 50—71 (檢字)
- Собственно словарь: с. 75—1631
  - Основной текст: с. 75—1538
  - Содержание дополнительного текста: с. 1539—1544 (補遺)
  - Дополнительный текст: с. 1545—1576
  - Содержание приложения: с. 1577—1583 (備考)
  - Приложение: с. 1585—1631
- Послесловие: с. 1633—1635 (後記)
- Исследование текста: с. 1637—1683 (考證)